# Yours Truly, Angry Mob
Yours Truly, Angry Mob es el segundo álbum de la banda británica Kaiser Chiefs. Fue lanzado el 23 de febrero de 2007 en Bélgica y Holanda, y el 26 del mismo mes en el resto del mundo excepto en los Estados Unidos, donde fue lanzado a fines de marzo de ese año. El lanzamiento de este álbum estuvo precedido por el lanzamiento de Ruby, el primer sencillo del álbum, el cual fue lanzado el 19 de febrero de 2007. El álbum vendió aproximadamente, 1.214.750 copias en el mundo.
Este álbum fue el primero de la banda (y el único hasta la fecha) en alcanzar el número 1 del chart británico. Además fue certificado con el disco de platino en el Reino Unido y disco de oro en Australia.
Al igual que el álbum debut de la banda, Employment, Yours Truly, Angry Mob fue producido, una vez más por Stephen Street, siendo este disco, con respecto a las letras, más oscuro y con más conciencia social que el anterior, con canciones que tratan de temas tales como los crímenes, la violencia y la fama.

## Lista de canciones
Todas las canciones compuestas por Ricky Wilson, Andrew White, Simon Rix, Nick Baines y Nick Hodgson. 
1. "Ruby" - 3:25
2. "The Angry Mob" - 4:48
3. "Heat Dies Down" - 3:57
4. "Highroyds" - 3:19
5. "Love's Not a Competition (But I'm Winning)" - 3:17
6. "Thank You Very Much" - 2:37
7. "I Can Do It Without You" - 3:24
8. "My Kind of Guy" - 4:06
9. "Everything is Average Nowadays" - 2:44
10. "Boxing Champ" - 1:31
11. "Learnt My Lesson Well" - 3:54
12. "Try Your Best" - 3:42
13. "Retirement" - 3:53

La edición japonesa del álbum contiene las canciones "Everything Is Average Nowadays" y "Boxing Champ" en un mismo track, que dura 4:15. Algo similar pasa en las ediciones europea y norteamericana, que contiene las canciones "Boxing Champ y "Learnt My Lesson Well" en el mismo track y dura 5:25.

### Bonus tracks

#### Edición japonesa
- "Admire You"
- "I Like To Fight"

#### Edición norteamericana
- "I Like To Fight"
- "From the Neck Down"
- "The Angry Mob" (en vivo en Berlín)

#### Edición para iTunes
- "The Angry Mob" (en vivo en Berlín) * "Everything is Average Nowadays" (en vivo en Berlín)* "Ruby" (live from Berlin)
- "Retirement" (en vivo en Berlín) * "Heat Dies Down" (en vivo en Berlín) * "Highroyds" (en vivo en Berlín)

#### Edición Limitada en DVD
- "Retirement" (en vivo)
- "The Angry Mob" (en vivo)
- "Heat Dies Down" (en vivo)
- "Everything Is Average Nowadays" (en vivo)
- "Ruby" (en vivo)
- "Highroyds" (en vivo)
- "Tim Short Film"
- "Your Song"

## Ventas y posición en las listas
- Reino Unido: #1 (547.000 copias vendidas a la fecha)
- Grecia #1
- Holanda: #1
- Irlanda: #2
- Bélgica: #2
- Austria: #4
- Alemania: #6
- Australia: #9
- Noruega: #13
- Estados Unidos: #45
- Ventas en todo el mundo: 1.214.750 copias vendidas.